# Famille von Smitten
La famille Smitten (Смиттен, фон en russe) est une ancienne famille de la noblesse suédoise, germano-balte et russe.

## Histoire
La famille remonte à Hans Schmidt, père de Jonas Schmidt (1635-1685) qui arrive à Riga en 1660 comme envoyé du gouverneur suédois Lars Eriksson Sparre (sv). Capitaine en 1678, il est anobli par Charles XI de Suède sous le patronyme von Smitten (19 août 1684).

## Personnalités
- Erich (Erik) Johann von Smitten (1681-1749), capitaine de l'armée royale suédoise, seigneur de Penniküll (Livonie). Fils de Jonas.
- Johann von Smitten (1766°), commandant russe (1793), capitaine général des vivres (oberprovianmeister). Fils du précédent.
- Erich Johann Gustav von Smitten (1772-1828), colonel (1823), chef de la police de Jelgava (Mittau), maître de poste du gouvernement de Livonie.
- Heinrich Conrad von Smitten (1779-1841), commissaire du district de Pernau (Kreis Pernau), député de la noblesse du district de Wenden, administrateur de district (Livl. landrat), directeur en chef de la société de crédit de Livonie (Livl. Güter-Kredit-Sozietät). Chevalier de l'ordre de Saint-Vladimir.
- Erich Gustav von Smitten (1765-1807), lieutenant-colonel au régiment de carabinier de Moscou.
- princesse Elena Ivanovna Barclay de Tolly née Elena Augusta Eleonora von Smitten (ru) (1770-1828), épouse du feld-maréchal Michel Barclay de Tolly. Dame de l'Ordre de Sainte-Catherine.
- Gustav Gustavovitch (Carl Magnus Gustav) von Smitten (ru)  (1793-1864), major-général (1829) de l'armée impériale russe. Récipiendaire de l'Ordre de Saint-Vladimir (3e classe), de Sainte-Anne (2e classe), de la décoration du Lys et de la croix Pour le Mérite.
- Friedrich von Smitten (ru) (1797-1865) est un historien russe d'origine germano-balte.
- Eustathius von Smitten, colonel commandant du régiment de dragon Pereyaslavsky. Père du suivant.
- Alexander Evstafievich von Smitten (ru) (1803-1846), major-général (1843) de l'armée impériale russe, héros de l'assaut de Varsovie en 1831. Récipiendaire de l'ordre impérial et militaire de Saint-Georges (4e classe).
- Woldemar von Smitten (1847-1911), procureur du tribunal civil de Tbilissi, sénateur russe.
- Boris von Smitten (1877-1958), sénateur russe (Tbilissi).
- Peter Wilhelm von Smitten (1807-1866), administrateur, conseiller d'État (Russie) (en) (1847) puis conseiller d'État véritable (Russie) (en).
- Nikolaï von Smitten (1848-1906), conseiller d'État véritable (1890), conseiller privé (Russie) (en). Chevalier de l'ordre de Saint-Stanislas (2e classe), de Sainte-Anne (2e classe) et de Saint-Vladimir (3e classe).

### Fonds d'archives
- Archives nationales d'Estonie (en), Archives généalogiques (Dorpat, 1926) - Saaga EAA.1674.2.183:1.